# Narven, Västergötland
Narven är en sjö i Gullspångs kommun i Västergötland och ingår i Motala ströms huvudavrinningsområde. Sjön har en area på 0,396 kvadratkilometer och ligger 150 meter över havet.

## Delavrinningsområde
Narven ingår i det delavrinningsområde (652000-142183) som SMHI kallar för Utloppet av Unden. Medelhöjden är 136 meter över havet och ytan är 209,64 kvadratkilometer. Räknas de 7 delavrinningsområdena uppströms in blir den ackumulerade arean 309,68 kvadratkilometer. Edsån (Sågkvarnsbäcken) som avvattnar avrinningsområdet har biflödesordning 2, vilket innebär att vattnet flödar genom totalt 2 vattendrag innan det når havet efter 179 kilometer. Delavrinningsområdet består mestadels av skog (47 %). Avrinningsområdet har 94,24 kvadratkilometer vattenytor vilket ger det en sjöprocent på 44,9 %.